# ダントン級戦艦
| ダントン級戦艦 | ダントン級戦艦 |
| -------------- | --- |
|                | |
| 艦級概観       | |
| 艦種           | 戦艦 |
| 艦名           | 人名 |
| 前級           | リベルテ級戦艦 |
| 次級           | クールベ級戦艦 |
| 性能諸元       | |
| 排水量         | 基準：18,360トン 常備：17,597トン 満載：19,400トン |
| 全長           | 146.4m |
| 水線長         | 144.9m |
| 全幅           | 25.8m |
| 吃水           | 9.2m |
| 機関           | ベルヴィール式石炭専焼水管缶26基 （コンドルセ、ディドレ、ヴェルニョーはニクローズ式） ＋パーソンズ式ギヤード・タービン4基4軸 |
| 最大出力       | 22,500hp |
| 最大速力       | 19.25ノット |
| 航続距離       | 10ノット/3,390海里 18ノット/1,850海里 |
| 燃料           | 石炭：965トン（常備）、2,027トン（満載） |
| 乗員           | 921名 |
| 兵装           | Model 1906 30.5cm（45口径）連装砲2基 Model 1906 24cm（50口径）連装速射砲6基 Model 1908 7.5cm（62.5口径）単装速射砲16基 オチキス4.7cm（43口径）単装機砲10基 45cm水中魚雷発射管単装2門 |
| 装甲           | 舷側：250mm（水線部主装甲）、150mm（水線部艦首部）、70mm（水線部艦尾部）、120～220（最上甲板部）、-mm（水密区画装甲） 甲板：64mm（主甲板平面部）、120mm（主甲板傾斜部）、38mm（艦首尾部） 主砲塔：305mm（前盾）、203mm（側面）、76mm（天蓋）、-mm（後盾） 副砲塔：225mm（前盾）、220mm（側盾） 主砲バーベット部：305mm（甲板上部）、220mm（甲板下部） 司令塔：305mm（側面） |

ダントン級戦艦（ダントンきゅうせんかん、Danton class battleship ）は、第一次世界大戦前にリベルテ級に続いてフランス海軍が竣工させた最後の準弩級戦艦の艦級で6隻が建造された。ネームシップの「ダントン」は1911年に竣工し、第一次世界大戦中の1917年3月19日、地中海でドイツ潜水艦「U-64」に撃沈されたものの、他の僚艦はWW1を無事生き延びている。

## 艦形について

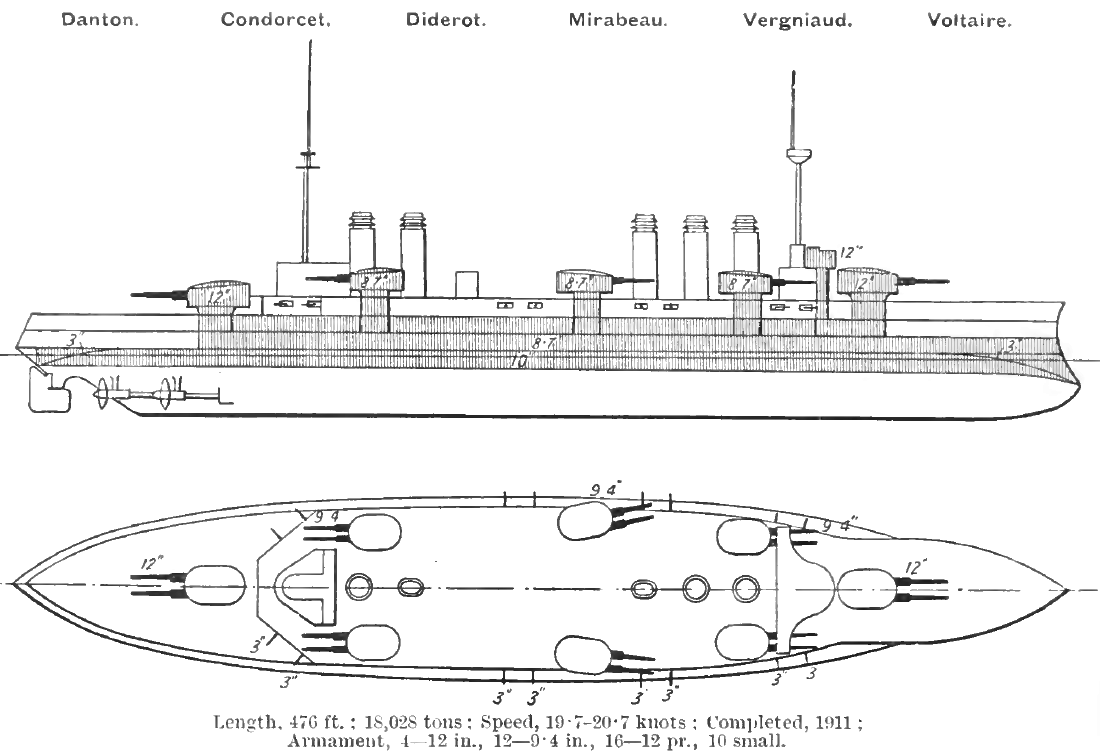
本級の武装と装甲の配置を示した図。

本級の船体形状は長船首楼型船体を採用した。この時代のフランス戦艦特有の全長に比べて船体の幅が狭い安定性の良い形状で、艦首形状は垂直に断ち落とされた形状に改められた。前級であるリベルテ級の錨が巻き上げられると艦首に埋め込まれるという凝った作りは本級にも踏襲され、後のクールベ級、プロヴァンス級にも受け継がれた。一方で前級の「装飾過多のため、外洋航行時の安定性が悪い」という悪評を改善する為に艦橋構造は簡略化され、「鉄の城」という趣の外観である。

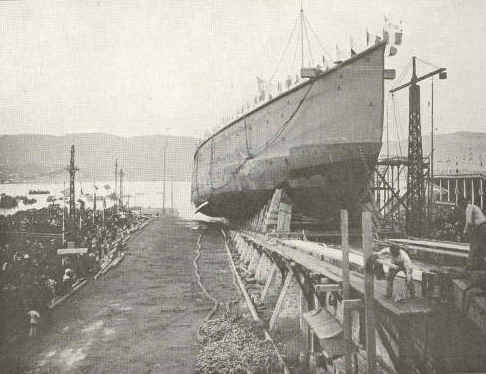
写真は建造途中のヴォルティール。衝角の廃止された艦首に注目。

垂直に切り立つ艦首から前部甲板上に新設計の「Model 1906 30.5cm（45口）砲」を収めた連装式の1番主砲塔1基を配置、艦橋構造は司令塔を下部に組み込んだ箱型とし、その上に簡素な単脚檣が立つ。
艦橋の背後に5本の煙突が立っているが、この時期のフランス海軍はボイラー室を前後に振り分けた缶室分離配置を採っているために3番煙突と4番煙突の間隔は広く取られ、間に箱型の通風筒が立てられた。煙突の周囲は艦載艇置き場となっており、艦載艇揚収用のクレーンが船体中央部に片舷に1基ずつ計2基が立つ。5番煙突の背後に簡素な後部マストが立ち、そこから甲板一段分下がって後部甲板上に後ろ向きに2番主砲塔1基が配置された。
左右の舷側甲板上には新設計の「Model 1906　24cm（50口径）速射砲|」を収めた連装式の副砲塔が片舷に3基ずつ配置された。この武装配置により前後方向に30.5cm砲2門と24ｃｍ砲8門、左右方向に最大で30.5cm砲4門と24cm砲6門を向けることが出来た。他に対水雷艇用として「7.5cm（65口径）速射砲」が舷側ケースメイト配置で艦橋の側面部に2基、船体中央部に4基、後部艦橋と2番主砲塔の間の壁面に2基ずつの片舷8基の計16基を配置していた。

## 主砲

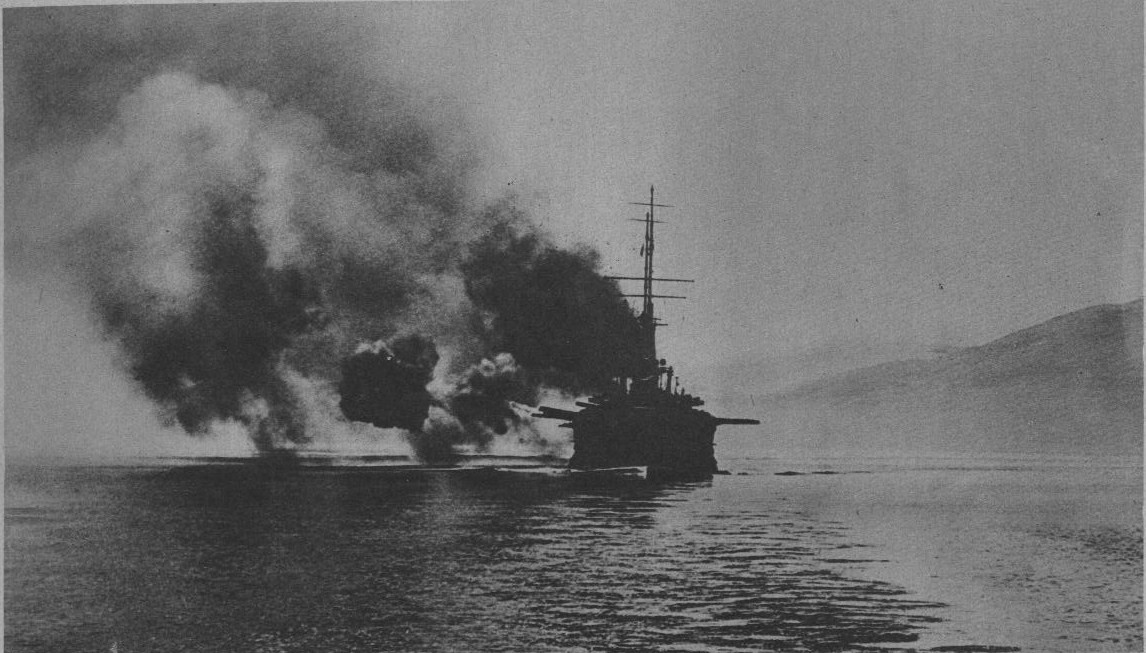
1906年に撮影されたミラボー。主砲と副砲を一斉射した直後の写真。

主砲は新設計の「Model 1906 30.5cm（45口径）砲」を採用している。これを新設計の頂部の膨らんだ楕円柱形の連装砲塔に納めた。その性能は重量432kgの主砲弾を最大仰角23度で射距離26,300mまで届かせる事ができる性能であった。旋回角度は左右150度の旋回角が可能で砲身の仰角は23度・俯角5度で動力は電動モーターによる駆動であり補助に人力を必要とした。装填機構は自由角度装填で発射速度は毎分1.5～2発であった。

### 副砲、その他武装

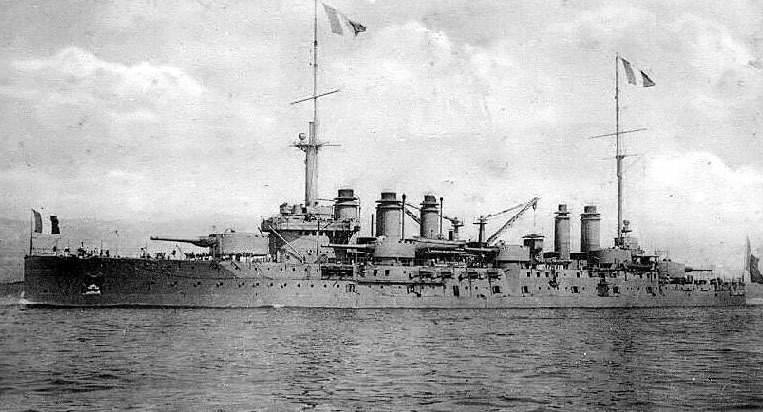
写真はヴェルニョー。本級の副砲は主砲並みの射程を持っていた。

副砲は破壊力を重視して「Model 1906　24cm（50口径）速射砲」を採用した。当時、列強の主力戦艦では主砲の能力を補う目的で装甲巡洋艦の主砲と同等の7～12インチ砲（主砲と副砲の中間ということで、中間砲と呼ばれる）を積むことが流行していた。これを後に準弩級戦艦と称する。ただしフランスの前弩級戦艦の場合は、副砲自体に他国より大口径のものを採用し、それを徐々に拡大していったという経過があり、この24cm砲は副砲とされる（ただしダントン級戦艦そのものは、準弩級戦艦とされている）。その性能は重量220kgの主砲弾を最大仰角45度で射距離23,812mまで届かせる事ができる性能であった。旋回角度は160度の旋回角が可能で砲身の仰角は45度・俯角5度で動力は電動モーターによる駆動であり補助に人力を必要とした。装填機構は自由角度装填で発射速度は毎分2発であった。これを最上甲板に連装砲塔形式で片舷3基計6基12門を装備した。その他に対水雷艇用にシュナイダー社製「1906年型 7.5cm（65口径）速射砲」を単装砲架で24基24門（後に艦首尾部の8門を撤去して16門に）、「1902年型47mm速射砲」を単装砲架で10基10門、45cm水中魚雷発射管を単装で3基を装備した。

## 同型艦
- ダントン Danton
- コンドルセ Condorcet
- ディドロ Diderot
- ミラボー Mirabeau
- ヴェルニョー Vergniaud
- ヴォルテール Voltaire

## 参考図書
- 「世界の艦船増刊第38集　フランス戦艦史」（海人社)
- 「Conway All The World's Fightingships 1906–1921」（Conway）
- 「Conway All The World's Fightingships 1922-1946」（Conway）